# Rulyrana
Rulyrana is een geslacht van kikkers uit de familie glaskikkers (Centrolenidae) en de onderfamilie Centroleninae. De groep werd voor het eerst wetenschappelijk beschreven door Juan M. Guayasamin, Santiago Castroviejo-Fisher, Linda Trueb, José Ayarzagüena, Marco Rada en Carles Vilà in 2009.
Er zijn zes soorten die voorkomen in delen van Zuid-Amerika en leven in de landen Colombia, Ecuador en Peru en mogelijk ook in Bolivia.

## Soorten
Geslacht Rulyrana
- Soort Rulyrana adiazeta
- Soort Rulyrana flavopunctata
- Soort Rulyrana mcdiarmidi
- Soort Rulyrana saxiscandens
- Soort Rulyrana spiculata
- Soort Rulyrana susatamai

Centrolene · Chimerella · Cochranella · Espadarana · Nymphargus · Rulyrana · Sachatamia · Teratohyla · Vitreorana